# Labiod Medjadja
Labiod Medjadja est une commune de la wilaya de Chlef en Algérie. La commune est située à 10 km au nord-est du chef-lieu de la wilaya.
La région est connue pour son riche patrimoine culturel[Lequel ?], son artisanat et ses sources d'eau nombreuses.

## Géographie

### Situation
Labiod Medjadja est un village agricole fondé dans les années 1970 au pied des monts des Medjadjas.
Le vieux village de Medjadja est situé 4 km au nord au cœur du massif à 400 mètres d'altitude. Il abrite la zaouia de Sidi M'hamed Ben Ali, ancêtre de la tribu des chorfas des Medjadjas d'où descendent les principales familles de Chlef.

## Sources, notes et références
1. ↑  « Wilaya de Chlef : répartition de la population résidente des ménages ordinaires et collectifs, selon la commune de résidence et la dispersion ». Données du recensement général de la population et de l'habitat de 2008 sur le site de l'ONS.